# Luciogobius grandis
Luciogobius grandis és una espècie de peix de la família dels gòbids i de l'ordre dels cipriniformes que es troba al Japó i a Corea del Sud.